# Elba Facula
Elba Facula est une zone brillante sur Titan, satellite naturel de Saturne.

## Caractéristiques
Elba Facula est centrée sur 10,8° de latitude sud et 1,2° de longitude ouest, et mesure 250 km dans sa plus grande dimension.

## Observation
Elba Facula a été découverte par les images transmises par la sonde Cassini.
Elle a reçu le nom de l'île d'Elbe.